# Karl Richter (Gewerkschaftsfunktionär)

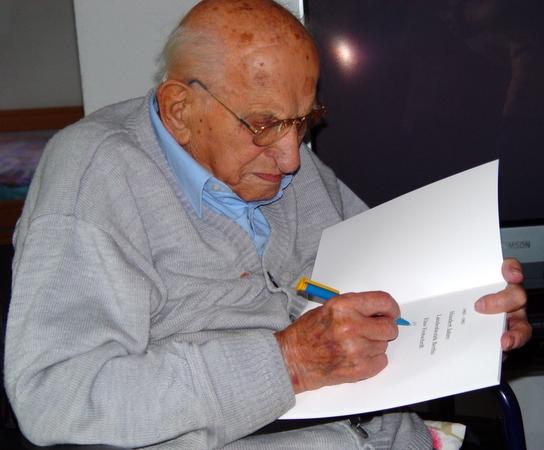
Karl Richter beim Signieren einer seiner Schriften am 3. September 2005

Karl Richter (* 15. Juli 1904 in Berlin; † 19. September 2005 ebenda) war ein deutscher Gewerkschaftsfunktionär. Er gehörte der SPD und der Gewerkschaft ver.di 85 Jahre an.

## Leben
Karl Richter machte nach Besuch der Volksschule eine Lehre als Buchdrucker. Bereits mit 15 Jahren trat er 1919 in die Arbeiterjugend (SAJ) ein. 1920 wurde er Mitglied des Verbandes der Deutschen Buchdrucker, nachdem er zusammen mit anderen Buchdrucker-Lehrlingen per Streik die Forderung durchsetzte, dass Berufsschulunterricht als Arbeitszeit anerkannt wurde: „Das war eine gewaltige Verbesserung der Lebensbedingungen der Lehrlinge. Eine wichtige Erfahrung, die Karls politisches wie gewerkschaftliches Interesse schürte.“
Der Verband der Deutschen Buchdrucker, der die mit 96 Prozent stärkste gewerkschaftlich organisierte Berufsgruppe in Deutschland vertrat, entschied auf Drängen der Auszubildenden ab dem 1. Oktober 1920 eine Lehrlingsabteilung einzurichten. Karl Richter war bei dieser Initiative von Anfang an dabei.

### Weimarer Republik
Als aktiver Gewerkschafter überstand er die Wirren der Weimarer Republik. Nach dem Abschluss seiner Lehre im September 1922 ging Richter mit Walther G. Oschilewski, Schriftsetzer, später Redakteur und lebenslanger Freund, von Mai bis August 1923 auf Wanderschaft von Berlin nach Breslau, Wien, Brünn und Nürnberg. 1924 bildete er sich im Betrieb zum Tiefdrucker und Maschinenführer an der Rotation weiter und wurde mit 20 Jahren in den Betriebsrat gewählt. 1926 heiratete er die Gewerkschaftsangestellte Editha Wollstein, die 1940 in Berlin an Tuberkulose starb.

### Zeit des Nationalsozialismus und Zweiter Weltkrieg
Auf Druck der Nationalsozialisten wurde Richter nach deren Machtübernahme zunächst entlassen, konnte aber erfolgreich Widerspruch einlegen und blieb bis 1939 im Betrieb. Politische und gewerkschaftliche Verbindungen pflegte er unter dem Mantel kultureller Aktivitäten wie des Buchdrucker-Gesangvereins weiter.
Im Zweiten Weltkrieg wurde Karl Richter in ein Baubataillon eingezogen und als Soldat nach Polen, in die Sowjetunion und nach Frankreich geschickt. Am 7. April 1945 kam er bei Bad Kreuznach in US-amerikanische Gefangenschaft und wurde 1946 an die Franzosen, dann an die Rote Armee übergeben und in Brandenburg/Havel entlassen.

### 1946 bis 1948
Ab 6. April 1946 wieder in Berlin gemeldet, arbeitete er bei der Täglichen Rundschau, der Zeitung der Sowjetischen Militäradministration in Deutschland. Dort wurde er zum Vertrauensmann gewählt, nahm seine Mitgliedschaften in der Gewerkschaft IG Grafisches Gewerbe als ehrenamtlicher Bezirksvorsitzender und in der SPD wieder auf. Von 1947 bis 1950 war er SPD-Bezirksverordneter in Berlin-Neukölln, wo er seine zweite Frau Herta Spann kennenlernte, die ebenfalls Bezirksverordnete war (gest. 1990).

### Hauptamtliche Gewerkschaftsarbeit
Karl Richter wurde 1948 hauptamtlicher Gewerkschaftssekretär für die IG Grafisches Gewerbe. Wie zahlreiche andere Mitglieder der IG GG in den Westsektoren verließ Richter den Freien Deutschen Gewerkschaftsbund (FDGB). Sie schlossen sich der Unabhängigen Gewerkschaftsopposition (UGO) an. Aus der UGO wurde 1950 der Berliner Landesbezirk des Deutschen Gewerkschaftsbunds (DGB), die Westberliner IG GG ging in der Industriegewerkschaft IG Druck und Papier auf.
Karl Richter war neun Jahre stellvertretender Vorsitzender, ab 1957 zwölf Jahre lang hauptamtlicher Landesvorsitzender der IG Druck und Papier in Berlin, bis er an seinem 65. Geburtstag 1969 in den Ruhestand ging. Sein Nachfolger war bis 1992 Gerd Ballentin bei der IG Druck und Papier im Westen Berlins, dann der IG Medien Berlin-Brandenburg.

### Aktiv als Rentner
Inzwischen Mitglied in der SPD Berlin-Reinickendorf wirkte er 1971/72 wesentlich mit an der Gründung der „Arbeitsgemeinschaft der Senioren der SPD Berlin“, einer Vorläuferin der 1994 gegründeten bundesweiten Senioren-Arbeitsgemeinschaft „60 plus“ in der SPD.
Karl Richter blieb auch in seiner Gewerkschaft IG Druck und Papier, später IG Medien weiter präsent und aktiv.  Beim ver.di-Gründungskongress vom 19. bis 21. März 2001 in Berlin war er der älteste Teilnehmer.
Mit einem Festakt wurde am 15. Juli 2004 der 100. Geburtstag von Karl Richter im Rathaus Berlin-Reinickendorf gefeiert. Zu der Veranstaltung kamen Franz Müntefering, der Parteivorsitzende der SPD, Klaus Wowereit, Berlins Regierender Bürgermeister, und der Vorsitzende der Vereinten Dienstleistungsgewerkschaft ver.di, Frank Bsirske.
Sein 101. Geburtstag wurde am 15. Juli 2005 im Willy-Brandt-Haus gefeiert. Er war damit der älteste Berliner Sozialdemokrat.
Die Trauerfeier für Karl Richter fand am 28. Oktober im Ernst-Reuter-Saal im Reinickendorfer Rathaus statt. Anschließend wurde er auf dem Städtischen Friedhof Tegel beigesetzt.

## Kulturelles Engagement
Karl Richter war sehr engagiert in den Kulturgruppen der Sozialistischen Arbeiterjugend und in der Bewegung der Volksbühne. Er trat gleich bei ihrer Gründung 1924 der Büchergilde Gutenberg bei, die nach der Fertigstellung des Hauses der Buchdrucker vom Verband der Deutschen Buchdrucker im Jahr 1926 ihren Sitz dort in Berlin nahm. Nach 1945 hatte Richter wesentlichen Anteil daran gehabt, dass das Haus der Buchdrucker zurück in Gewerkschaftshand kam.
1925 hatte Karl Richter begonnen, besondere und historische Buchausgaben zu sammeln, zuerst eine Bibel von 1770 und ein Gutenberg-Album von 1840. Später im Ruhestand konzipierte er thematische Buchausstellungen, zum Teil aus seinen eigenen reichhaltigen Beständen.
Über seine Leidenschaft für Literatur und Theater sowie seine Liebe zu Büchern schreibt Karl Richter 2002, zwei Jahre nach der Gründung des Karl-Richter-Vereins, dem er viele Bände aus seiner Sammlung übergab.

## Zitate
- „Man muss die Welt so nehmen, wie sie ist, aber man darf sie nicht so lassen.“ (Leitspruch und Lebensmotto Karl Richters)

## Dokumentarfilm
- Karl Richter – Die Gedanken sind frei, 2005. Ein Filmporträt von Eberhard Görner